# Grigorovich M-5
Grigorovich M-5 (định danh ban đầu Shch M-5, đôi khi còn gọi là Shchetinin M-5) là một loại tàu bay hai tầng cánh của Nga trong Chiến tranh thế giới I. Do Grigorovich thiết kế. Đây là loại tàu bay đầu tiên sản xuất hàng loạt ở Nga.

## Biến thể
M-5
M-6
M-7
M-8
M-10
M-20

## Quốc gia sử dụng
Phần Lan
- Không quân Phần Lan

 Nga
- Hải quân Nga
- Hồng quân
- Bạch Vệ

 Liên Xô`
- Hồng quân

## Tính năng kỹ chiến thuật (M-5)
Dữ liệu lấy từ Thulinista Hornettiin
Đặc tính tổng quan
- Kíp lái: 2
- Chiều dài: 8,6 m (28 ft 3 in)
- Sải cánh: 13,62 m (44 ft 8 in)
- Diện tích cánh: 37,9 m2 (408 foot vuông)
- Trọng lượng rỗng: 660 kg (1.455 lb)
- Trọng lượng cất cánh tối đa: 960 kg (2.116 lb)
- Động cơ: 1 × Gnome Monosoupape 9 Type B-2 , 75 kW (101 hp)

Hiệu suất bay
- Vận tốc cực đại: 105 km/h (65 mph; 57 kn)
- Thời gian bay: 4 h
- Trần bay: 3.300 m (10.827 ft)
- Vận tốc lên cao: 1,85 m/s (364 ft/min)
- Thời gian lên độ cao: 1,000 m (3 ft) trong 9,6 phút[1]
- Tải trên cánh: 25 kg/m2 (5,1 lb/foot vuông)
- Công suất/khối lượng: 0,078 kW/kg (0,05 hp/lb)

Vũ khí trang bị